# Mark Madsen
Pour les articles homonymes, voir Madsen.
Mark Madsen, né le 28 janvier 1976 à Walnut Creek (Californie), aux États-Unis, est un joueur et entraîneur américain de basket-ball. Il évolue aux postes d'ailier fort et de pivot.

## Palmarès
- Champion NBA 2001, 2002